# هانس لیندبرگ
هانس لیندبرگ (دانمارکی: Hans Lindberg؛ زادهٔ ۱ اوت ۱۹۸۱) بازیکن هندبال اهل دانمارک است.